# Tipula spenceriana
Tipula spenceriana är en tvåvingeart. Tipula spenceriana ingår i släktet Tipula och familjen storharkrankar.

## Underarter
Arten delas in i följande underarter:
- T. s. hardyi
- T. s. spenceriana